# ФК Йелгава
ФК „Йелгава“ (на латвийски: Futbola Klubs Jelgava, Футбола Клубс Йелгава) е латвийски професионален футболен клуб от едноименния град Йелгава.
Основан е през 2004 г. и играе домакинските си мачове на Олимпийския спортен център на Земгале, който разполага с капацитет от 2200 места.

## История

### „Автомобилист“ (Йелгава)
Клубът на Завода за коли „Автомобилист" играе в долните дивизии на латвийското първенство през 1970-те години. Преименуван е на „Металист“ през 1977 г.

### „Металист“ (Йелгава)
Клубът се появява през 1977 г. и в дебютния си сезон завършва на 7-о място от 13 отбора. След 3 сезона клубът сменя собствеността си причислен е към Завода за автобуси и е преименуван на „Автомобилист“ (Йелгава).

### Отново „Автомобилист“ (Йелгава)
Като „Автомобилист“ съставът не се представя особено добре – в най-добрите си сезони завършва в средата на таблицата, а между 1983 и 1987 г. играе в Първа лига. През 1987 г. отборът допуска загуба от ФК „Илюксте“ в мач за влизане във Вирслигата. Все пак при разширяването на лигата под името на „Рижка автобусна фабрика“ („РАФ“) град Йелгава пак има отбор на най-високото ниво.

### „РАФ“ (Йелгава)
През 1988 и 1989 г. има 2 отбора на „РАФ“, които през 1990 година се сливат. Единият играе в долните дивизии на СССР, а другият – в Латвийската висша лига. През 1988 и 1989 г. по времето, когато треньор е Виктор Нестеренко, „местният“ РАФ печели турнира на Латвийската лига, като през 1988 записва златен дубъл, печелейки и купата на страната. Междувременно „интернационалният“ РАФ не се справя особено добре при силната конкуренция на съюзно ниво, въпреки че в състава си има няколко талантливи млади играчи. През 1989 г. Нестеренко поема контрола над обединения РАФ в Съветската лига и в Балтийската лига. През 1990 и 1991 г. тимът играе по-добре, но СССР се разпада и РАФ се включва във Вирслигата.
В началото на 1990-те години РАФ е сред най-силните отбори във Вирслигата, завършвайки 2 пъти на 2-ро място и веднъж на 3-то (през 1992 завършват втори зад Сконто Рига след допълнителен мач, игран защото през редовния сезон завършват с равни показатели). Все пак, когато заводът изпада във финансови трудности, отборът получава нов спонсор през 1996 г. – Латвийския университет. В резултат на това клубът сменя името си и се премества в Рига, за да играе на стадиона на Университета.

### „РАФ“ (Рига)
Като „РАФ" (Рига) клубът изиграва само 1 сезон, през който завършва 5-и в първенството, но спечелва купата на Латвия. След сезона клубът променя името си на „Университате“ (Рига).

### „Университате“ (Рига)
Единственият сезон под това име не носи много успех на отбора, 6-о място в първенството, а след сезона клубът се разпада.

### Отново „РАФ“ (Йелгава)
Тим с името „РАФ“ се появява отново през 2001 г. в Първа лига. След сезон 2003 клубът се обединява с друг клуб от Йелгава – ФК „Виола“, и сформират ФК „Йелгава".

### ФК „Йелгава"
От основаването си през 2004 г. ФК „Йелгава" играе в Първа лига, но през 2009 г. я печели и си осигурява участие във Вирслигата.

## Успехи

### Латвия
- Латвийска висша лига
  -  Вицешампион (3): 1992, 1994, 1995
  -  Бронзов медал (1): 2014
- Купа на Латвия
  -  Носител (4, рекорд): 1993, 1996, 2010, 2014, 2015/16

### СССР
Латвийска ССР
- Висша лига на Латвийската ССР
  -  Шампион (2): 1988, 1989
- Купа на Латвийска ССР
  -  Носител (1): 1988